# Kymi-Aliveri
Kymi-Aliveri (griego: Κύμη-Αλιβέρι) es un municipio de la República Helénica perteneciente a la unidad periférica de Eubea de la periferia de Grecia Central.
El municipio se formó en 2011 mediante la fusión de los antiguos municipios de Avlón, Disto, Konistres, Kymi y Tamyneoi, que pasaron a ser unidades municipales. La capital es la villa de Aliveri en la unidad municipal de Tamyneoi. El municipio tiene un área de 804,98 km².
En 2011 el municipio tenía 28 437 habitantes.
Se sitúa en el centro-este de la isla de Eubea. El término municipal tiene salida al mar Egeo por el norte y por el este y al golfo Nótios Evvoïkós del golfo de Eubea por el suroeste.